# Last Day of Work
 (mai 2021).
 (mai 2021).
Si vous disposez d'ouvrages ou d'articles de référence ou si vous connaissez des sites web de qualité traitant du thème abordé ici, merci de compléter l'article en donnant les références utiles à sa vérifiabilité et en les liant à la section « Notes et références ».
Last Day of Work (LDW) est un studio de jeux indépendant spécialisé dans les jeux casuals. La société a développé plusieurs jeux de simulation de «vie virtuelle» en temps réel à succès, notamment Fish Tycoon, Plant Tycoon, Virtual Families et la série Virtual Villagers pour des plates-formes telles que PC, Mac, iPhone/iPod touch, Palm OS et Windows Mobile Pocket PC. Last Day of Work a été fondé par le PDG Arthur Humphrey et est basé à San Francisco, en Californie.

## Jeux
- EZ Blackjack, Video Poker Teacher, Pocket Paigow (Casino Games)
- Little Pocket Pet
- Village Sim
- Plant Tycoon
- Fish Tycoon
- Fish Tycoon 2
- Virtual Villagers: A New Home
- Virtual Villagers 2: The Lost Children
- Virtual Villagers 3: The Secret City
- Virtual Villagers 4: The Tree of Life
- Virtual Villagers 5: New Believers
- Virtual Families
- Virtual Families 2: Our Dream House
- [Preview] Virtual Families 3: Our Country Home
- Virtual Town
- Virtual Villagers Origins 2